# Pachyurus adspersus
Pachyurus adspersus és una espècie de peix de la família dels esciènids i de l'ordre dels perciformes.

## Morfologia
- Els mascles poden assolir 26,4 cm de longitud total.[4][5]

## Hàbitat
És un peix d'aigua dolça, de clima tropical i bentopelàgic.

## Distribució geogràfica
Es troba a Sud-amèrica: Brasil.

## Observacions
És inofensiu per als humans.